# Gare d’Origny-en-Thiérache
Gare d’Origny-en-Thiérache vasútállomás Franciaországban, Origny-en-Thiérache településen.

## Vasútvonalak
Az állomást az alábbi vasútvonalak érintik:
- La Plain-Hirson-vasútvonal

## Kapcsolódó állomások
A vasútállomáshoz az alábbi állomások vannak a legközelebb:
- Gare de La Bouteille
- Gare d’Hirson